# Tariel Shakrovych Vasadze
Tariel Shakrovych Vasadze (tiếng Ukraina: Таріел Шакрович Васадзе; sinh ngày 15 tháng 10 năm 1947 tại Supsa, Lanchkhuti, CHXHCNXV Gruzia) là một doanh nhân người Ukraina gốc Gruzia. Ông là chủ tịch của Ukrainian Automobile Corporation LLC. Ông từng là đại biểu Verkhovna Rada Ukraina các khóa 4, 5, 6 và 7.

## Tiểu sử
Tariel Shakrovych Vasadze sinh ngày 15 tháng 9 năm 1947 tại làng Supsa, khu tự quản Lanchkhuti, Cộng hòa Xã hội chủ nghĩa Xô viết Gruzia. Ông tốt nghiệp kỹ sư cơ khí tại Viện Ô tô và Đường bộ Kyiv.

## Chính khách
Ông từng giữ chức đại biểu Verkhovna Rada Ukraina ba khóa 4, 5, 6 và 7, đồng thời là nguyên Chủ tịch tiểu ban về quy định thuế quan và phi thuế quan đối với ngoại thương (bao gồm cả vấn đề điều tra chống bán phá giá) của Ủy ban Chính sách Thuế và Hải quan của Verkhovna Rada Ukraine.
Năm 2006, ông lọt vào danh sách 100 người Ukraina có ảnh hưởng nhất, được tạp chí Korrespondent công bố hàng năm. Ông xếp thứ hạng 52 theo công bố năm 2006, và thứ hạng 32 theo công bố năm 2008.
Năm 2007, ông xếp thứ hạng 92 trong danh sách 200 người Ukraina có ảnh hưởng nhất do tạp chí Fokus công bố.
Từ năm 2002 đến năm 2006, ông đại diện cho Ukraina tại Hội đồng Nghị viện của Ủy hội châu Âu (PACE).
Năm 2002, Vasadze là cố vấn tự do cho Thủ tướng Ukraina Anatoliy Kyrylovych Kinakh.
Từ tháng 4 năm 2002 đến tháng 4 năm 2006, ông là đại biểu Verkhovna Rada khóa 4 với tư cách thành viên của khối "Vì Ukraina thống nhất!".
Từ tháng 4 năm 2006 đến tháng 6 năm 2007, ông là đại biểu Verkhovna Rada khóa 5 với tư cách thành viên của Khối Yulia Tymoshenko.
Từ tháng 11 năm 2007, ông là đại biểu Verkhovna Rada khóa 6, tiếp tục đại diện cho Khối Yulia Tymoshenko. Ông là Chủ tịch tiểu ban về quy định thuế quan và phi thuế quan đối với ngoại thương (bao gồm cả điều tra chống bán phá giá) của Ủy ban Chính sách Thuế và Hải quan và Ngân hàng của Verkhovna Rada Ukraina.
Từ năm 2012, ông là đại biểu Verkhovna Rada khóa 7 với tư cách đảng viên Đảng Các khu vực.
Vào ngày 21 tháng 2 năm 2014, sau khi các sự kiện biểu tình nổ ra tại Maidan Nezalezhnosti ở Kyiv, ông đã tuyên bố rút khỏi Đảng Các khu vực. Ông sau đó đã gia nhập phe "Phát triển Kinh tế", bao gồm 35 đại biểu tại Verkhovna Rada.
Năm 2014, ông lọt vào danh sách các ứng cử viên của đảng "Sylna Ukraina" (Ukraina Mạnh mẽ) do Serhiy Leonidovych Tihipko lãnh đạo trong cuộc bầu cử Verkhovna Rada bất thường.
Từ năm 2014, ông đã tuyên bố không còn tham gia vào chính trường và chỉ tập trung vào các hoạt động kinh doanh của mình.

## Kinh doanh
Trong 30 năm qua, tập đoàn của Vasadze đã chiếm vị trí hàng đầu trong thị trường ô tô tại Ukraina và duy trì được quan hệ đối tác lâu dài với các công ty hàng đầu của ngành công nghiệp ô tô thế giới, chẳng hạn như Daimler AG, Kia Motors, General Motors, Toyota Chery. Hơn 90 doanh nghiệp của tập đoàn đã tạo ra việc làm và khấu trừ thuế cho ngân sách của quốc gia. Ông đã thành công trong việc xây dựng các quy trình kinh doanh tích hợp tối đa tại UkrAVTO, từ sản xuất xe hơi và phân phối xe hơi đến một mạng lưới rộng lớn các đại lý, trung tâm hậu cần, dịch vụ giao nhận, cho thuê và bảo hiểm xe hơi.

### Thời chiến
Chiến tranh Nga-Ukraina đã gây nhiều tổn thất về cơ sở, tài sản và nhân sự của tập đoàn ở các vùng lãnh thổ bị chiếm đóng. Nhiều nhà máy của tập đoàn đã phải đóng cửa, quá trình xây dựng một số đại lý mới của tập đoàn tại Kyiv, trong đó có đại lý lớn nhất tại Đông Âu đã phải ngưng lại. Trung tâm đại lý theo thiết kế của Mercedes-Benz mới hoạt động theo tiêu chuẩn MAR 2020 trên Quốc lộ Stolychny 90, được cho là sẽ được khởi công xây dựng vào mùa thu năm 2022.
Kể từ khi chiến tranh Nga-Ukraina nổ ra trên diện rộng, tập đoàn đối mặt với việc phải giải quyết tình trạng thiếu xe mới và rủi ro trong hoạt động do các nhà sản xuất ngừng cung cấp ô tô mới cho thị trường Ukraina. Dưới sự lãnh đạo của ông, UkrAVTO đã xoay sở để xây dựng lại mối quan hệ với các nhà cung cấp và đối tác, cũng như hỗ trợ cho các đại lý phương tiện cấp điện thay thế để đảm bảo hoạt động của các trung tâm dịch vụ xe hơi không bị gián đoạn.
Trong những ngày đầu khi chiến tranh nổ ra, công ty bảo hiểm Express Insurance, thuộc Tập đoàn Vasadze, đã đưa ra các điều khoản thanh toán linh hoạt cho CASCO theo từng đợt, và cùng với các đại lý, đảm bảo dịch vụ sửa chữa ô tô sau các sự cố đường bộ. Nhờ chính sách này, theo kết quả của năm 2020, công ty đã lọt vào danh sách các công ty dẫn đầu về phí bảo hiểm.

## Đời tư
Ông kết hôn với Vasadze Shorena Serhiivna (qua đời vào ngày 16 tháng 6 năm 2020) và có chung với nhau hai người con — Vasadze Vakhtang Tarielovych và Vasadze Nina Tarielivna. Cả hai người con của ông đều giữ các chức vụ quản lý tại UkrAVTO. Ông có 4 người cháu.

## Giải thưởng
- Nhân vật Giao thông vận tải Ukraina được vinh danh (tháng 9 năm 1997)[12]
- Bằng khen Danh dự của Nội các Bộ trưởng Ukraina (tháng 8 năm 2002)[13]
- Huân chương Công trạng hạng 3 (2002)
- Huân chương Công trạng hạng 2 (24 tháng 8 năm 2012) — vì những đóng góp cá nhân đáng ghi nhận đối với sự phát triển kinh tế xã hội, khoa học, kỹ thuật, văn hóa và giáo dục của nhà nước Ukraina, những thành tựu lao động quan trọng, nhiều năm công tác tận tụy và nhân dịp kỷ niệm 21 năm độc lập của Ukraina[14]